# Бах, Евгений-Карл Романович
Евгений-Карл Романович (Робертович) Бах (нем. Karl Eugen Bach; 1861—1905) — российский архитектор и акварелист, академик архитектуры Императорской Академии художеств.

## Биография
Родился 31 января (12 февраля) 1861 года. Сын скульптора Р. И. Баха, брат архитектора А. Р. Баха, скульпторов Н. Р. Баха и Р. Р. Баха, и художника К. Р. Баха.
С 1883 года учился в Академии Художеств. За время обучения получил медали Академии: малая поощрительная (1883), большая и малая серебряные (1886). В 1887 году окончил курс наук. В 1888 году получил малую золотую медаль за программу «Проект вокзала близ города при приморских купальнях на Черном море» и большую золотую медаль за программу «Проект думы для Санкт-Петербурга». В 1889 году удостоен звания классного художника 1-й степени. 
Пенсионер Академии художеств (1890–1894) в Германии, Италии, Франции, Бельгии, Голландии, Англии; 19 августа 1892 года Бах послал отчёт за первые два года пребывания за границей с приложением 50 рисунков и большой акварели с изображением виллы Альбани. По возвращении из-за границы (1894) представил на конкурсную выставку в Академии художеств свои пенсионерские работы и был удостоен звания академика (1895).
Архитектор Академии наук (1898—1905) и Экспедиции заготовления государственных бумаг (с 1899). Награждён орденами Святого Станислава 1-й и 3-й степеней, Святой Анны 3-й степени. Действительный член Петербургского общества архитекторов. 
Умер в Санкт-Петербурге 17 (30) октября 1905 года, похоронен на Волковском лютеранском кладбище.

### Проекты и постройки
- Доходный дом (перестройка). Улица Декабристов, 40А (1898)[2][8];
- Доходный дом. Средний проспект Васильевского острова, 66 — 17-я линия, 30 (1898)[2];
- Производственные здания акционерного общества Русских электротехнических заводов «Сименс и Гальске». 6-я линия, 59 (1899—1900; надстроены)[2];
- Производственные здания акционерного общества Русских электротехнических заводов «Сименс и Гальске». Кожевенная линия, 40 (1899—1900)[2][9];
- Мастерские и казармы Экспедиции заготовления государственных бумаг. Рижский проспект, 3, 5, двор (1900—1902)[2];
- Особняк Н. С. Строганова. Моховая улица, 36 (1902—1903)[2][10];
- Здания при Экспедиции заготовления государственных бумаг. Техническая школа. Рижский проспект, 11 (1903). Дом собрания. Рижский проспект, 3,5 (1903). Типография. Набережная реки Фонтанки, 144а, левый корпус (1905)[2][11][12][13];